# Paint (Pennsylvania)
Paint ist ein Borough im Somerset County, Pennsylvania, USA, 13 Kilometer südöstlich von Johnstown. Er grenzt direkt an die Boroughs Windber im Südosten (Somerset County) und Scalp Level (Cambria County) im Norden. Paint wurde 1900 gegründet. Das U.S. Census Bureau hat bei der Volkszählung 2020 eine Einwohnerzahl von 906 ermittelt.

## Geschichte
Ende des 19. Jahrhunderts begann die Berwind-White Coal Mining Company im Norden des Somerset County und im Süden des Cambria County Land aufzukaufen, um hier die Steinkohlevorkommen der Allegheny Mountains abzubauen. Die einzige Siedlung seinerzeit war das kleine Dorf Scalp Level an der südlichen Grenze des Cambria County. 1897 wurde durch die Berwind-White Coal Mining Company die Stadt Windber gegründet und in der Region mit dem Steinkohlenbergbau begonnen. 1900 sollte Windber den Status eines Boroughs erhalten, aber einige Farmer wollten nicht Teil dieses von der Minengesellschaft kontrollierten Verwaltungsbezirks werden, woraufhin vom zuständigen Richter zwei angrenzende Boroughs eingerichtet wurden; Windber im Südosten und Paint im Nordwesten.
Bis 1900 gehörten Windber und Paint zum Paint Township, welcher damals eine Gesamtbevölkerung von 6835 aufwies. 1910 hatte Windber bereits über 8000 Einwohner und Paint 1000. Mit dem Rückgang des Steinkohleabbaus halbierte sich die Einwohnerzahl Windbers bis heute auf circa 4000, die von Paint pendelte sich seit den 1990er-Jahren – nach einem Hoch von über 1500 in den 1940er-Jahren – um die 1000 Bewohner ein.

## Windber Historic District
Ein Großteil der historischen Bauten aus der Gründungszeit in Windber sowie einige Gebäude in Paint und der angrenzenden Gemeinde Scalp Level im Cambria County wurden 1991 als Windber Historic District ins National Register of Historic Places aufgenommen (NRHP#: 91001705).